# Folkemusik
Folkemusik er oprindeligt betegnelsen for "folkets musik" modsat den klassiske musik som var sofistikeret, i højere grad intellektuel og forbeholdt aristokratiet. Folkemusik er ikke en enkelt genre, men hundredvis – hvis ikke tusindvis – af forskellige stilarter. Det særegne ved den traditionelle definition af folkemusik er, at den er egnsbestemt og dermed knyttet til et bestemt folk i et bestemt afgrænset nationalt område. Den lader sig sjældent fusionere med andre genrer, - i så fald vil nogle hævde, at den mister retten til genrebetegnelsen; folkemusik. Dog har det seneste århundredes globalisering nærmest udryddet den egnsbestemte musik. Hvis man skulle omsætte folkemusikkens oprindelige sociale funktion til en moderne genre, ville det formentlig være popmusik. Mange bands anvender i dag virkemidler fra deres traditionelle folkemusik til deres musik.

## Definition af folkemusik
Der eksisterer mange definitioner af folkemusik, der ofte er gensidigt udelukkende. Den traditionelle definition er, at der skal være tale om et musikalsk udtryk, der har været anvendt i århundreder i et afgrænset nationalt område og ikke kan fusioneres med andre genrer.
Ifølge Middleton (1990) ses folkemusik som "det autentiske udtryk for en livsstil, der nu er forsvundet eller ved at forsvinde (eller i visse tilfælde: ved at blive genskabt eller bevaret). På trods af den store, samlede mængde folkemusik, der er skabt over to århundreder, findes der stadig ingen enighed om, hvad folkemusik er".
Gene Shay, en af hovedmændene bag Philidelpia Folk Festival, ser den snævreste definition af folkemusik som "[...] musik, der ikke er lavet for profit. Det er musik, der har overlevet og er blevet videregivet gennem en oral tradition. [...] Og folkemusik er en deltagermusik; du behøver ikke at være en dygtig musiker for at være folkesanger [...] og til sidst giver det et sammenhold. Det er folkets musik".
Endelig findes der definitioner, der tager udgangspunkt i det musikalske udtryk, og betragter musikere, der videregiver en del af den stemning, der findes i den traditionelle folkemusik, som moderne folkemusikanter.
Visse musikere vil falde ind under alle definitionerne, men langt de fleste musikere, der af nogle bliver omtalt som folkemusikere vil ikke falde under alles definition af, hvad der er definerende for folkemusik.

## Moderne "folkemusik"

### Singer-songwriters
Fra 1960'erne og frem vil nogle hævde, at folkemusikken er blevet en nærmest ikke eksisterende genre, mens man især i USA har betragtet "singer-songwriter"-genren som medvirkende til at folkemusikkens tradition blev genskabt. Navne som Bob Dylan, Neil Young og Johnny Cash er blevet forbundet med den amerikanske bølge af singer-songwriters. Traditionelle folkemusikanter valgte i den sammenhæng i USA at omtale deres musik som "traditionel folkemusik" (og sig selv som "purister") for at distancere deres musikalske udtryk fra det, der blev udtrykt i singer-songwriter-stilen.
Et af punkterne, der medførte kontrovers omkring, hvorvidt singer-songwriters kunne betegnes som folkemusikere var Bob Dylans brug af elektrisk guitar på Newport Folk Festival i 1965. Mange purister mente, at elektrificeret musik per definition ikke kunne være at betragte som folkemusik. Senere bands er dog blevet berømmet for deres brug af elektrisk guitar, også i puristiske kredse. Bands som Fairport Convention og Mr. Fox er eksempler herpå. 
Senest er folkemusik fra balkan blevet en inspirationskilde for forskellige vestlige musikere, eksempelvis den amerikanske multiinstrumentalist Zach Condon, der under kunsternavnet Beirut har haft succes med sin blanding af østeuropæisk folkemusik og vestlig pop.

### Blandingsgenrer
Mange musikalske udtryk er påvirket af folkemusiske rødder. Moderne amerikansk country betragtes som en efterfølger til den traditionelle amerikanske folkemusik, selvom genren har udviklet sig til et markant anderledes udtryk. Rapmusik har udviklet sig fra en traditionel bytradition i afrikansk-amerikanske miljøer, men er også meget anderledes end den folkemusiske rod i dag. Bluegrass kan også betrages som en blanding af traditionel amerikansk folkemusik fra Appalacherbjergene, også kaldet oldtime, med blues og jazz.
Indenfor blandingsmusikken findes også blandingen folk-rock, med navne som The Byrds, Simon and Garfunkel, Avalanche City og mange flere. 
Også punk-musik og folkemusik er blevet kombineret, blandt andet Dave Alvin, der kombinerede den amerikanske folkemusik med punk, eller Flogging Molly og Dropkick Murphys, der kombinerer irsk folkemusik med punk-musikken. Traditionelle lydbilleder og musikinstrumenter kombineres indenfor genren med lydbilledet, der kendes fra punk.
Indenfor hård rock og heavy metal har mange bands også fundet en traditionel musisk form frem fra gemmerne. Indenfor hård rock findes den folkemusiske inspiration ofte meget mere end 200 år tilbage i tiden. Eksempelvis finder Hedningarna og senere Lumsk inspiration i vikingetidens musiske udtryk, System of a Down tager musisk inspiration fra traditionel østeuropæisk, især armensk, folkemusik. Kombinationen mellem den hårde rock og den traditionelle musik inkluderer ofte en meget videre brug af traditionelle musikinstrumenter end de øvrige fusionsgenrer. Hedningarna har eksempelvis bygget en bas-lut til brug i deres musik, Lumsk anvender ofte distortion-violin, og brugen af sækkepiber er også generelt udbredt.

## Dansk folkemusik
En helt speciel gren af folkemusikken er dansk spillemandsmusik. Den har sine helt egne særheder eller karakteristika – lidt som sprogets dialekter. Musikere i denne genre kan lige så let høre om musikstykket er fra Fanø eller Vejle eller et hvilket som helst andet sted i landet. Indenfor dansk spillemandsmusik kender alle lyttere og udøvere eksempelvis et Vejle-stykke som Trædballehus Polka skrevet af den navnkundige vært fra dette trakstørsted i byen Frederik Iversen. Og tilsvarende egnsbestemte stykker findes overalt i Danmark – nogle kendte andre glemte, men alle med egnens særegne dialekt.
I 1800-tallets nationalromantiske bevægelser var der mange klassiske komponister, der inddrog den lokale folkemusik i deres kompositioner for at give deres musik et mere tydeligt nationalt særpræg.
Generelt er den skandinaviske folkemusik kendetegnet ved mange forskellige genrer og stilarter og ved konstant at genskabe sig selv, så den kan være svær at sætte på formel.